# 소련의 역사 (1953년 ~ 1985년)

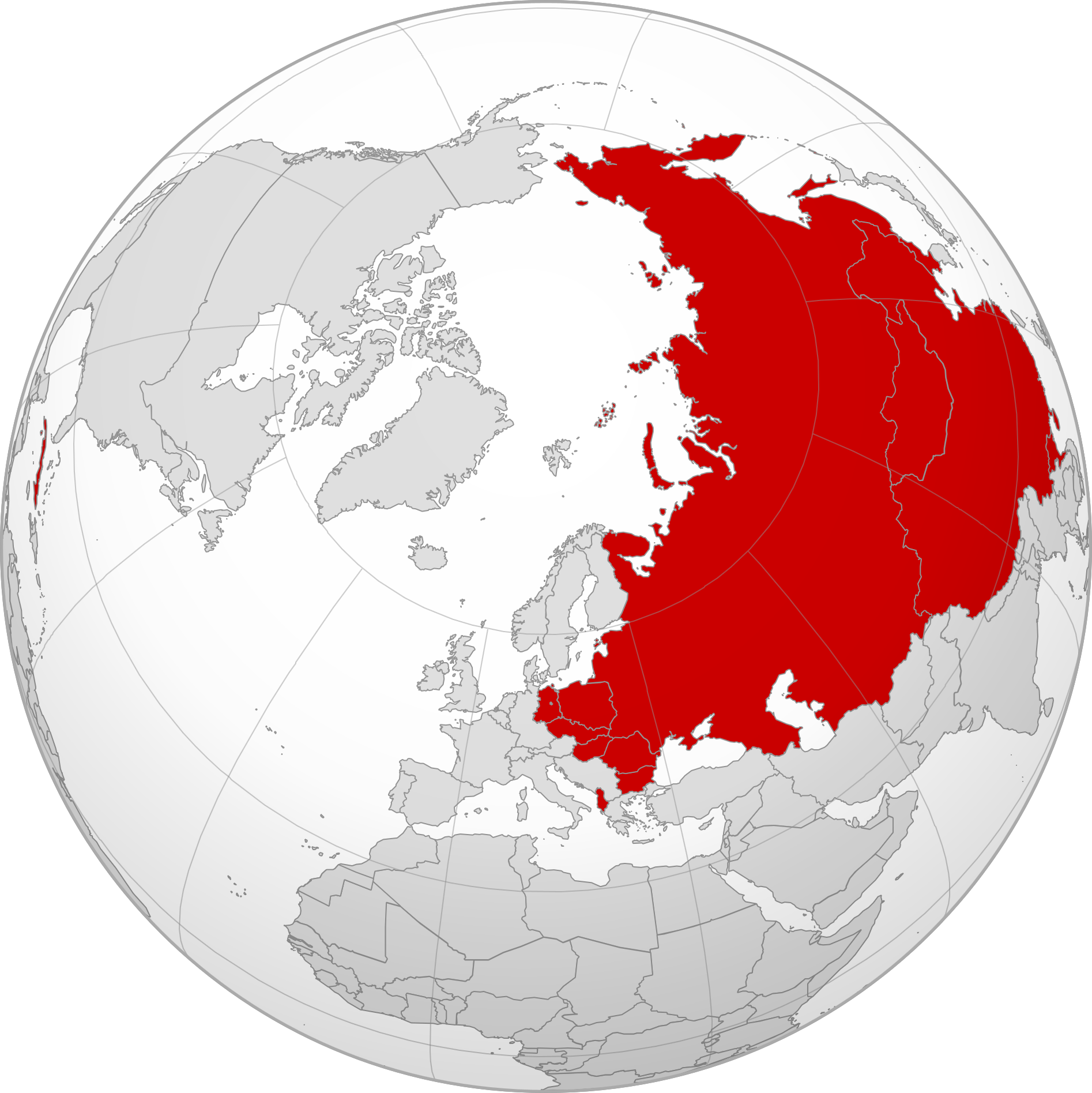
1959년 쿠바 혁명과 1961년 중소 분쟁 이전까지 소련의 영향권에 있었던 국가들.

소비에트 연방에서 1953년 이오시프 스탈린의 사망부터 1964년까지 니키타 흐루쇼프의 정치적 축출까지의 11년 동안에 미국과의 냉전이 국가 정치를 지배했다. 이 시기에 소련은 자국의 사회경제적 시스템과 이념의 세계적인 확산과 패권적 영향권 확대를 위해 분투하였다. 스탈린의 사망 이후, 니키타 흐루쇼프의 탈스탈린화 정책으로 소련 공산당은 스탈린주의를 강하게 배척했음에도 스탈린주의의 정치적 문화는 그대로 유지되었다.

## 같이 보기
- 소련의 역사 (1985년 ~ 1991년)